# 神奈川県立津久井高等学校
神奈川県立津久井高等学校（かながわけんりつ つくいこうとうがっこう）は、神奈川県相模原市緑区三ケ木に所在する高等学校。在学中に介護福祉士国家試験の受験資格を得られる県内唯一の高校である。

## 沿革
- 1902年 - 津久井郡立乙種蚕業学校として設立
- 1929年 - 同校は廃校
- 1946年 - 学校組合立津久井高等女学校設立
- 1948年 - 神奈川県に移管され、神奈川県立津久井高等学校となる
- 1949年 - 昼間定時制の青根分校を設置
- 1950年 - 昼間定時制の藤野分校を設置
- 1951年 - 夜間定時制の与瀬分校を設置
- 1960年 - 藤野分校を閉校
- 1964年 - 与瀬分校を閉校
- 1968年 - 青根分校を閉校
- 1996年 - 社会福祉コースを設置
- 2013年 - 社会福祉コースが福祉科に移行される。

## 設置学科
- 全日制課程
  - 普通科
  - 福祉科
- 定時制課程
  - 普通科

## 校歌
- 作詞：金子誠次郎
- 作曲：山口道子

1950年1月1日制定。

## 遺跡・遺物
- 縄文時代中・後期の敷石住宅跡11基。
- 弥生時代中期前半の土器。「三ヶ木式土器」と命名される。神奈川県指定考古資料として文化財指定。

## 交通
- JR横浜線・相模線・京王相模原線 橋本駅よりバス40分「三ヶ木」下車 徒歩3分
- JR中央線 相模湖駅よりバス20分「三ヶ木」下車 徒歩3分

## 著名な出身者
- 小泉今日子（歌手、女優） 中退